# Ken Bartholomew
Pour les articles homonymes, voir Bartholomew.
Kenneth Eldred Bartholomew dit Ken Bartholomew (né le 10 février 1920 à Leonard, et mort le 9 octobre 2012) est un patineur de vitesse américain.

## Carrière
Ken Bartholomew dispute les Jeux olympiques de 1948 et remporte la médaille d'argent en 500 mètres ; la place est partagée avec le Norvégien Thomas Byberg et l'Américain Robert Fitzgerald qui réalisent tous les trois 43 s 2 à un dixième de la médaille d'or de Finn Helgesen.

## Palmarès

### Jeux olympiques d'hiver
- Jeux olympiques d'hiver de 1948 à Saint-Moritz, Suisse
  -  Médaille d'argent du 500 mètres